# Buckshot
Buckshot, de son vrai nom Kenyatta Blake, né le 19 novembre 1974 à Brooklyn, New York, est un rappeur américain, leader du groupe Black Moon et du supergroupe Boot Camp Clik.

## Biographie
Né et élevé à dans le quartier de Brooklyn, à New York, Buckshot commence à rapper dans son quartier. Au lycée, il se lie d'amitié avec 5ft, DJ Evil Dee et Mr. Walt qui se tourneront vers la production, sous le nom de Da Beatminerz.
En 1992, Buckshot, 5ft et DJ Evil Dee forment le groupe Black Moon. Le trio publie l'année suivante un premier single, Who Got Da Props?, qui se classe à la 11e place des Hot Rap Tracks. Le groupe signe un contrat chez Nervous Records et, en novembre 1993, publie son premier album studio, Enter da Stage, qui est bien accueilli par la critique. En 1994, Buckshot quitte Nervous Records et fonde Duck Down Management avec Dru-Ha pour gérer la carrière des groupes Black Moon et Smif-n-Wessun. 
En 1995, Dru et Buckshot fondent Duck Down Entaprizes (qui prendra par la suite le nom de Duck Down Music Inc.) et signent Heltah Skeltah et O.G.C.. Durant l'été, Buckshot collabore avec Masta Ace et Special Ed, sous le nom des Crooklyn Dodgers, publiant un single intitulé Crooklyn pour la bande originale du film de Spike Lee, Crooklyn. L'année suivante, en 1996, Duck Down signe un contrat de distribution avec Priority Records.
Buckshot, Dru-Ha et Smif-n-Wessun commencent également à travailler avec 2Pac sur One Nation, un album qui devait réconcilier les côtes Est et Ouest mais qui ne sera jamais publié. En mars 1997, Buckshot, Smif-n-Wessun, Heltah Skeltah et O.G.C. forment le supergroupe Boot Camp Clik et publient leur premier album, For the People au mois de mai. En 1999, Buckshot publie le deuxième album de Black Moon, War Zone, cinq ans après leur premier opus. Le premier album solo de Buckshot, The BDI Thug, nommé d'après le surnom que 2Pac donnait au rappeur, est publié en novembre 1999 et reçoit des critiques médiocres.
En juillet 2002, Duck Down signe un nouveau contrat de distribution avec Koch Distribution. En octobre, Boot Camp Clik publie son deuxième album, The Chosen Few. En octobre 2003, Black Moon revient avec un troisième opus, Total Eclipse, très favorablement accueilli par la critique.
Buckshot collabore ensuite avec le producteur 9th Wonder, produisant, en 2005, l'album Chemistry. Le troisième album de Boot Camp Clik, The Last Stand, est publié durant l'été 2006 avec la participation de nombreux producteurs comme Pete Rock, Da Beatminerz, 9th Wonder, Large Professor, Marco Polo, Ill Mind, Coptic, Sic Beats et Ken BB. Cet album, qui est un succès critique, marque le retour du supergroupe au complet, pour la première fois depuis plusieurs années. En septembre, Black Moon publie After the Chemistry qui, avec ses samples et ses rythmes influencés par les années 1970, propose une nouvelle approche de Chemistry, l'opus de Buckshot et 9th Wonder. En septembre 2008, Buckshot est hospitalisé à la suite de plusieurs crises d'épilepsie. La même année, il retrouve 9th Wonder pour une deuxième collaboration, The Formula. En septembre 2009, Buckshot et KRS-One publient chez Duck Down un album commun intitulé Survival Skills. 
En 2012, le rappeur collabore une nouvelle fois avec 9th Wonder, publiant The Solution.

## Discographie

### Album studio
- 1999 : The BDI Thug

### Albums collaboratifs
- 1997 : For the People (avec Boot Camp Clik)
- 2002 : The Chosen Few (avec Boot Camp Clik)
- 2005 : Chemistry (avec 9th Wonder)
- 2006 : The Last Stand (avec Boot Camp Clik)
- 2007 : Casualties of War (avec Boot Camp Clik)
- 2008 : The Formula (avec 9th Wonder)
- 2009 : Survival Skills (avec KRS-One)
- 2012 : The Solution (avec 9th Wonder)
- 2014 : BackPack Travels (avec P-Money)